# Caro (imperador)
Marco Aurélio Caro (Narbo, c. 224 – próximo do Rio Tigre, c. julho de 283) foi um imperador romano entre 282 e 283.
Durante seu curto reinado, tentou seguir o caminho da restauração da força do império, iniciado por Aureliano e Probo. Seus filhos Carino e Numeriano formaram, juntamente com Caro, uma dinastia de curta duração, que garantiu alguma estabilidade a um império ressurgente.
Caro, cujo nome, antes de sua ascensão ao trono, poderia ter sido Marco Numério Caro (Marcus Numerius Carus), nasceu provavelmente em Narbo (atual Narbona), na Gália, porém foi educado em Roma. Foi senador, e ocupou diversos cargos civis e militares até ser apontado prefeito da guarda pretoriana pelo imperador Probo em 282. Após o assassinato de Probo em Sirmio (atual Sremska Mitrovica, na Sérvia), Caro foi proclamado imperador pelos soldados. Embora tenha vingado severamente a morte de Probo, acabou se tornando suspeito de ter sido um cúmplice do feito. Parece não ter retornado a Roma depois de sua ascensão ao trono, contentando-se apenas com um anúncio do fato ao senado.
Concedeu o título de césar a seus filhos, Carino e Numeriano, e deixou Carino com o comando da parte ocidental do império, enquanto levou Numeriano numa expedição contra o Império Sassânida que havia sido planejada por Probo. Depois de derrotar os quados e os sármatas na região do rio Danúbio, Caro prosseguiu pela Trácia e pela Ásia Menor, cruzou a Mesopotâmia, e continuou até Selêucia e Ctesifonte, carregando seu estandarte até além do rio Tigre. O xá sassânida Vararanes II, limitado por oposições internas, não pôde defender seu território com sucesso. Por suas vitórias, que vingaram todas as derrotas sofridas anteriormente pelos romanos nas mãos dos sassânidas, Caro recebeu o título de Pérsico Máximo (Persicus Maximus).
As esperanças de Caro de outras conquistas foram interrompidas com sua morte. Num dia, após uma forte tempestade, anunciou-se que estava morto. Sua morte foi atribuída tanto à doenças, quanto aos efeitos de raios ou a uma ferida sofrida na campanha contra os sassânidas. O fato de que estava conduzindo uma campanha vitoriosa, e que seu filho Numeriano lhe sucedeu sem qualquer oposição, sugerem que sua morte pode ter ocorrido por causas naturais.